# João-botina-do-brejo
O João-botina-do-brejo (Phacellodomus ferrugineigula) é uma espécie de ave da família Furnariidae.
É endémica do Brasil.
Os seus habitats naturais são: florestas subtropicais ou tropicais húmidas de baixa altitude, matagal húmido tropical ou subtropical e pântanos.